# EulerOS
EulerOS ist eine kommerzielle Linux-Distribution für den Unternehmensmarkt, die von Huawei entwickelt wird. Es basiert auf CentOS und wurde 2020 nach der Eskalation des Streites mit den USA erstmals als openEuler der Öffentlichkeit vorgestellt. Der Quelltext von openEuler ist auf Gitee verfügbar.

## Besonderheiten
EulerOS 2.0 auf Huaweis „KunLun Mission Critical Server“ wurde mit der Single UNIX Specification „UNIX 03“ der Open Group zertifiziert.